# Ulrike Klotz
Ulrike Klotz, née le 15 novembre 1970 à Cottbus, est une gymnaste artistique est-allemande.

## Palmarès

### Jeux olympiques
- Séoul 1988
  -  médaille de bronze au concours par équipes

### Championnats du monde
- Montréal 1982
  -  médaille de bronze au concours par équipes
  -  médaille de bronze au sol
- Rotterdam 1987
  -  médaille de bronze au concours par équipes